# Carl Ludwig Engel

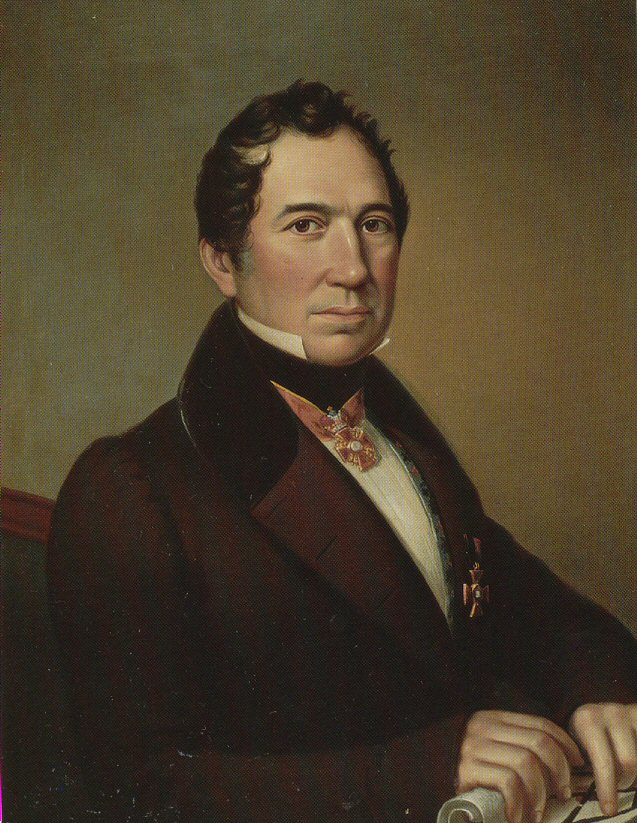
Carl Ludwig Engel auf einem Porträt von Johan Erik Lindh

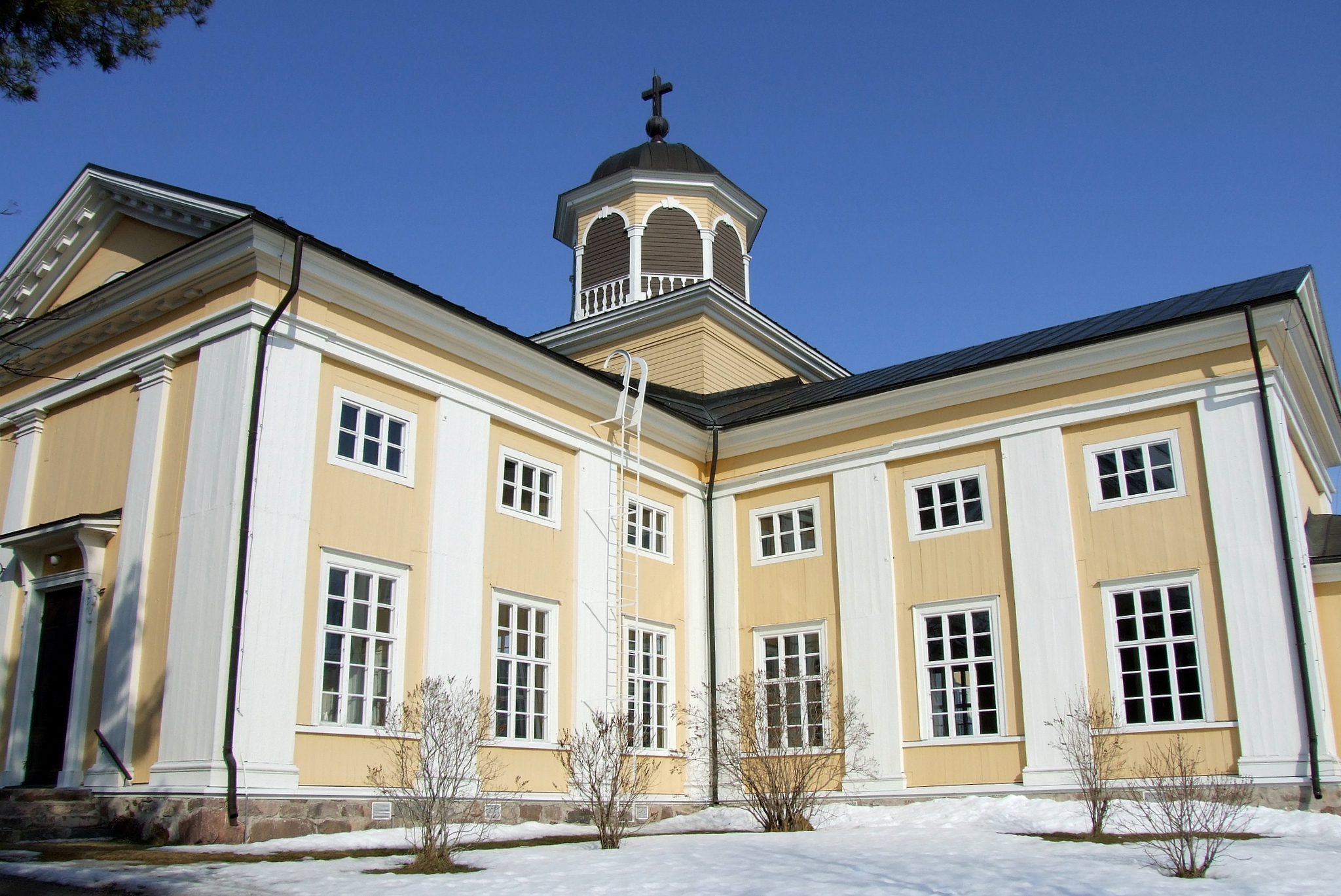
Kirche von Liminka

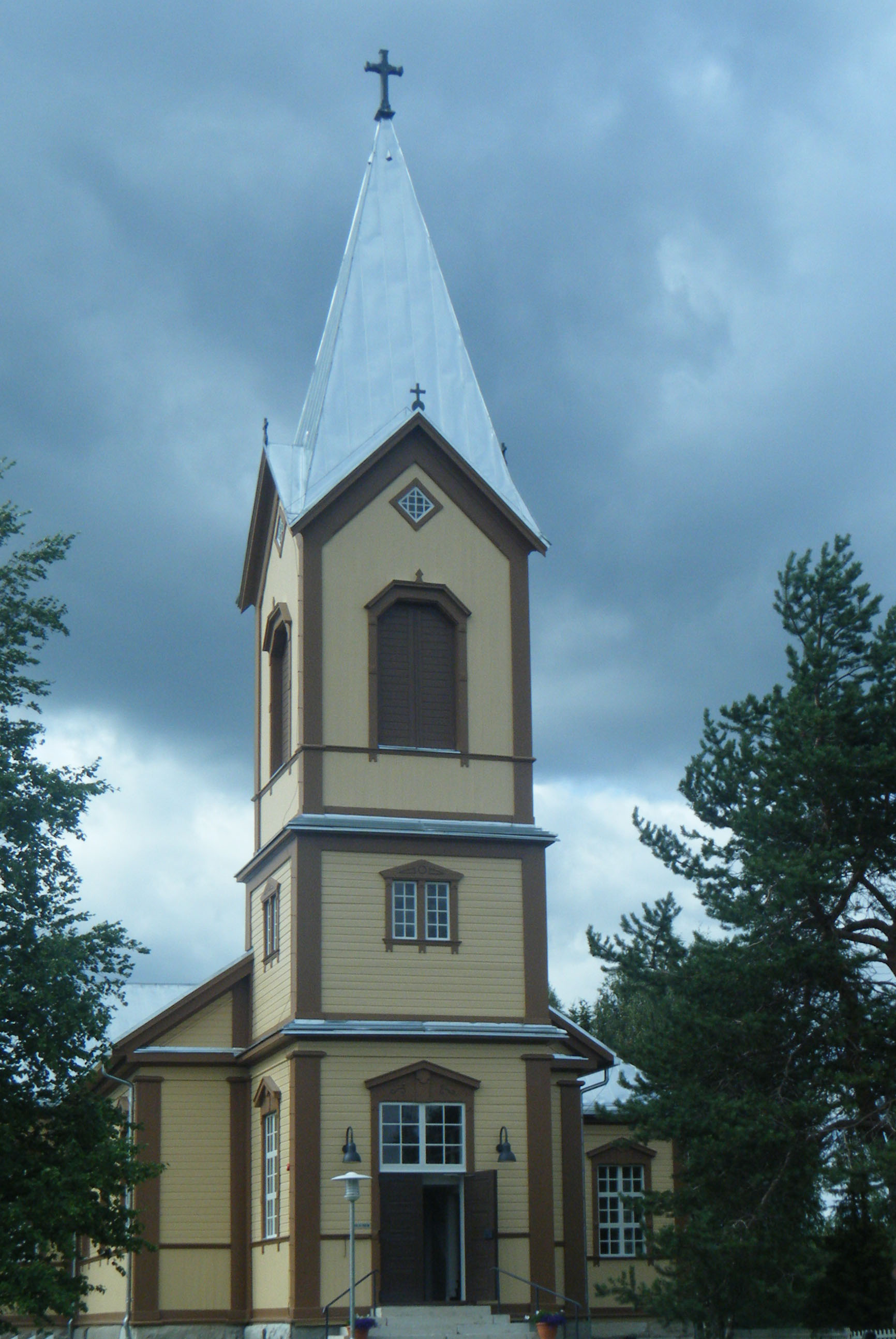
Holzkirche von Kittilä, Lappland

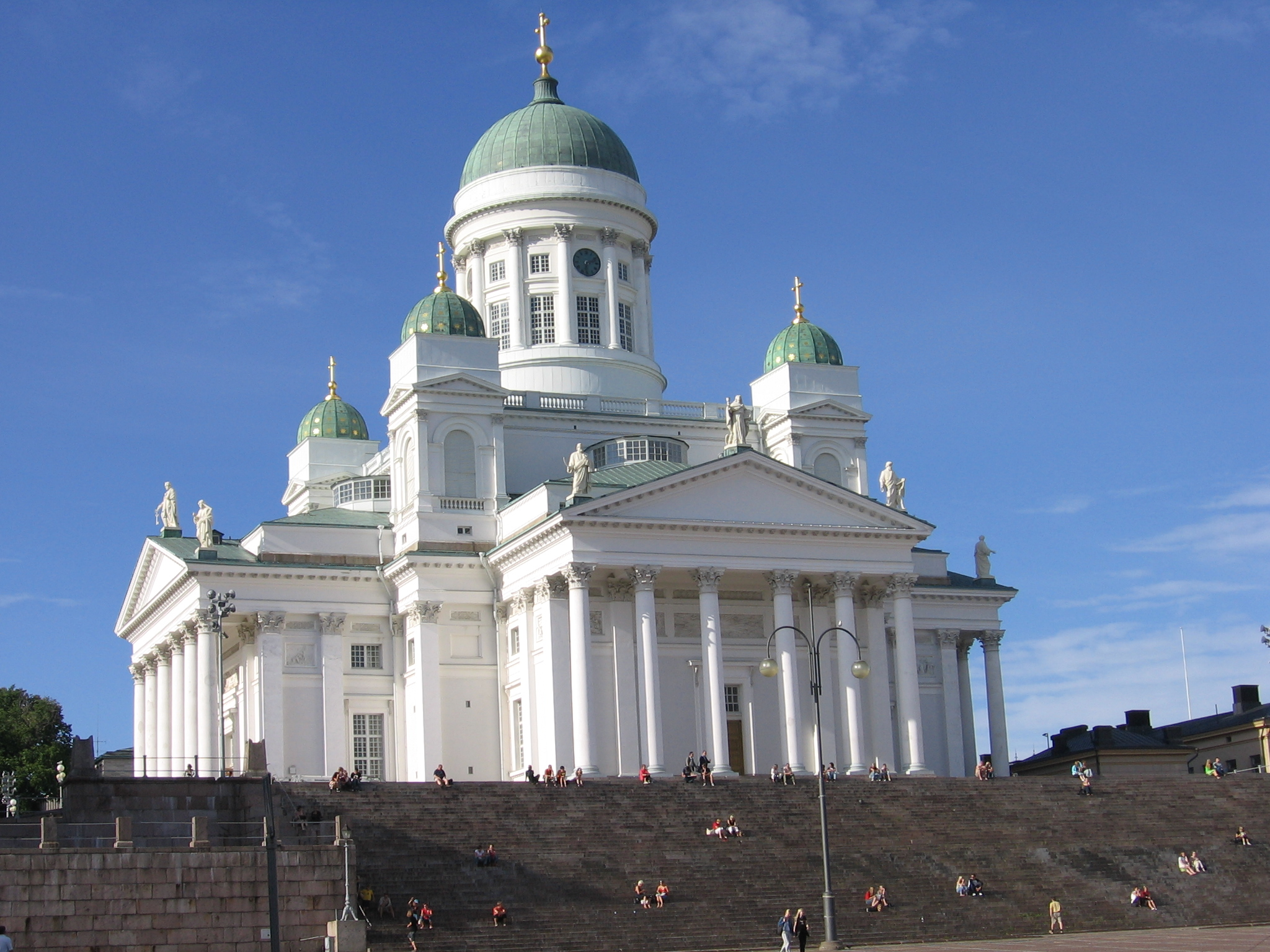
Domkirche von Helsinki

Johann Carl Ludwig Engel (* 3. Juli 1778 in Berlin; † 14. Mai 1840 in Helsinki) war ein deutscher Architekt und Maler. Er war ein Studienfreund von Karl Friedrich Schinkel.

## Leben
Carl Ludwig Engel wurde als Sohn eines Berliner Maurermeisters geboren und studierte von 1800 bis 1804 Architektur an der dortigen Bauakademie. Wegen der französischen Besatzung stellungslos, trat er in russische Dienste und ging 1809 als Stadtbaumeister nach Reval und danach als Chef des Neubaukomitees ins damals russische Helsinki. 1824 wurde er Generalintendant des Bauwesens für das Großfürstentum Finnland.
Engel war neben Alvar Aalto der bedeutendste Baumeister in Finnland. Er baute u. a. in Helsinki den Senat und die Universität in klassizistischer Formenstrenge, prägte aber auch das Gesicht anderer finnischer Städte maßgebend. Viele seiner Entwürfe wurden erst nach seinem Tod verwirklicht oder fertiggestellt.

## Werke (Auswahl)
- St. Marien, Neuruppin 1801–1804 (Mitwirkung)
- Sternwarte, Turku, 1818
- Kiseleff-Haus, Helsinki, 1816–1818
- Herrenhof Moisio, Elimäki, 1820
- Senatsplatz in Helsinki mit Schloss des Staatsrats 1822, Hauptgebäude der Universität 1832, Dom (Tuomiokirkko) 1830–1852 und Universitätsbibliothek 1845
- Rathaus, Lappeenranta, 1829
- Holzkirche von Kittilä, 1831
- Glockenturm von Ahlainen, 1832
- Haus der Provinzverwaltung, Hämeenlinna, 1832
- Denkmal Keisarinnankivi, Helsinki, 1835
- Rathaus, Pori, 1839 bis 1841
- Rathaus, Kokkola, 1841
- Kirche, Luumäki, 1845
- Umbau des Präsidentenpalais, Helsinki, 1845
- Glockenturm der Kirche von Hollola, Hollola, 1848
- Alte Kirche von Helsinki, 1826
- Kirche von Liminka, 1826
- Kirche von Säkkijärvi (Karelien), 1833
- Dom von Lapua, 1827
- Post- und Zollhaus von Eckerö in Åland, 1828
- Orthodoxe Kirche St. Nikolaos in Suistamo (Karelien), 1844
- Domkirche von Oulu (Wiederaufbau), 1845
- Bebauungspläne für die Städte Turku (1828), Tampere (1830), Hämeenlinna (1831), Porvoo (1832), Jyväskylä (1833) und Mikkeli (1837)